# Frullania arecae
Frullania arecae là một loài rêu tản trong họ Jubulaceae. Loài này được (Spreng.) Gottsche miêu tả khoa học lần đầu tiên năm 1863.